# Antonfelice Zondadari (1665-1737)
Antonfelice Zondadari (né le 13 décembre 1665 à Sienne dans le grand-duché de Toscane et mort le 23 septembre 1737 à Sienne) est un cardinal italien du XVIIIe siècle.
Par sa mère, née Chigi, il est de la famille du pape Alexandre VII et est neveu du cardinal Flavio Chigi (1657). Le cardinal Antonio Felice Zondadari est un neveu au troisième degré.

## Biographie
Antonfelice Zondadari obtient un doctorat in utroque jure à l'université de Sienne. Il est référendaire au tribunal suprême de la Signature apostolique en 1693, vice-légat à Bologne de 1694 à 1697 et gouverneur d'Ancône de 1697 à 1699.
Il est nommé archevêque titulaire de Damas (de) en 1701 et nommé nonce extraordinaire auprès du roi Philippe V d'Espagne pour gérer la paix à la suite des conflits de succession puis nonce apostolique en Espagne en 1706. En 1709, en raison des conflits entre le roi et le pape, il est obligé de partir en Avignon où il reste jusqu'en 1712. 
Le pape Clément XI le crée cardinal lors du consistoire du 18 mai 1712. Le cardinal Zondadari est camerlingue du Sacré Collège de 1718 à 1719. Il est préfet du tribunal suprême de la Signature apostolique à partir de 1730.
Il participe au conclave de 1721 (élection du pape Innocent XIII), au conclave de 1724 (élection de Benoît XIII) et conclave de 1730 (élection de Clément XII). Lors de ce dernier conclave, le cardinal Cornelio Bentivoglio présente le véto du roi Philippe V d'Espagne contre son élection.

## Succession apostolique
Antonfelice Zondadari a ordonné les évêques suivants :
- Évêque Pietro Giovanni Battista Puccini (1716)
- Évêque Giovanni Giannelli (1718)
- Évêque Domenico Potenza (1718)
- Évêque Gianmaria Capecelatro, C.R.L. (1718)
- Évêque Bernardo Cavalieri, C.R. (1718)
- Évêque Giovanni Crisostomo Calvi, O.P. (1718)
- Évêque Cesare Francesco Lucini, O.P. (1718)
- Évêque Mattia Joccia (1718)
- Archevêque Giovanni Andrea Tria (it) (1720)
- Évêque Andrea Luigi Cattani (1720)
- Archevêque Giovanni Battista Laghi (en), C.R.S. (1720)
- Évêque Domenico Filomarini, C.R. (1720)
- Archevêque Marco Antonio De Marco (1720)
- Évêque Silvestro Stanà (1722)
- Évêque Gaspare Gori-Mancini (en), O.S.Io.Hieros. (1722)
- Évêque Gaetano Costa de Puerto (it), O.F.M.Ref. (1723)
- Évêque Nicola Preti Castriota (1725)
- Évêque Cinugo Settimio Cinughi (1725)
- Évêque Domenico Antonio Berretti (1725)
- Évêque Cristoforo Palmieri (1728)
- Évêque Luigi Antonio Valdina Cremona (1729)
- Évêque Fortunato Palumbo, O.S.B. (1730)
- Évêque Gaetano Iovone (1730)
- Archevêque Giuseppe Nicolai (1731)
- Archevêque Celestino Galiani, O.S.B. (1731)
- Évêque Paolo de Mercurio (1731)
- Évêque Carlo Bossi (it) (1731)
- Évêque Fabio Troyli (1734)
- Archevêque Giovanni Rossi, C.R. (1736)
- Évêque Pio Magnoni (1736)
- Évêque Antonio Maria Franci (it) (1737)
- Évêque Giovanni Barba (1737)
- Évêque Gennaro Carmignano (it), C.R. (1737)

### Sources
- Fiche du cardinal sur le site fiu.edu